# Apostasia nuda
Apostasia nuda es una especie de orquídea de hábitos terrestres de la subfamilia Apostasioideae.

## Descripción
Es una orquídea de tamaño pequeño, que prefiere climas cálidos a frescos,  diminuta de  tamaño, con hojas lineares a linear-lanceoladas que florece en invierno en una inflorescencia erecta, simple o con pocas ramas y muchas flores de 1 cm de ancho.

## Distribución y hábitat
Es una especie terrestre que se encuentra en Bangladés, Assam, Birmania, Tailandia, Malasia, Camboya, Vietnam, Borneo, Java y Sumatra a la sombra de coníferas y árboles de hoja ancha perenne de tierras bajas y bosques montanos en elevaciones sobre esquisto de 320 a 1400 m s. n. m.

## Taxonomía
El género fue descrito por Robert Brown  ex Wall. y publicado en Plantae Asiaticae Rariores 1: 76, t. 85. 1830.
Etimología
Apostasia: nombre genérico que deriva del griego y significa "separación o divorcio", en referencia a la gran diferencia que separa la estructura floral de esta especie de todas las otras orquídeas.
nuda: epíteto latino que significa "desnuda".
Sinonimia
- Apostasia brunonis Griff. (1851)
- Apostasia lobbii Rchb.f. (1872)
- Adactylus nudus (R.Br.) Rolfe (1896)
- Adactylus lobbii (Rchb.f.) Rolfe (1896)
- Adactylus brunonis (Griff.) Cretz. (1941)[4][5]